# Bachia dorbignyi
Bachia dorbignyi är en ödleart som beskrevs av  Duméril och BIBRON 1839. Bachia dorbignyi ingår i släktet Bachia och familjen Gymnophthalmidae. Inga underarter finns listade.

## Bildgalleri

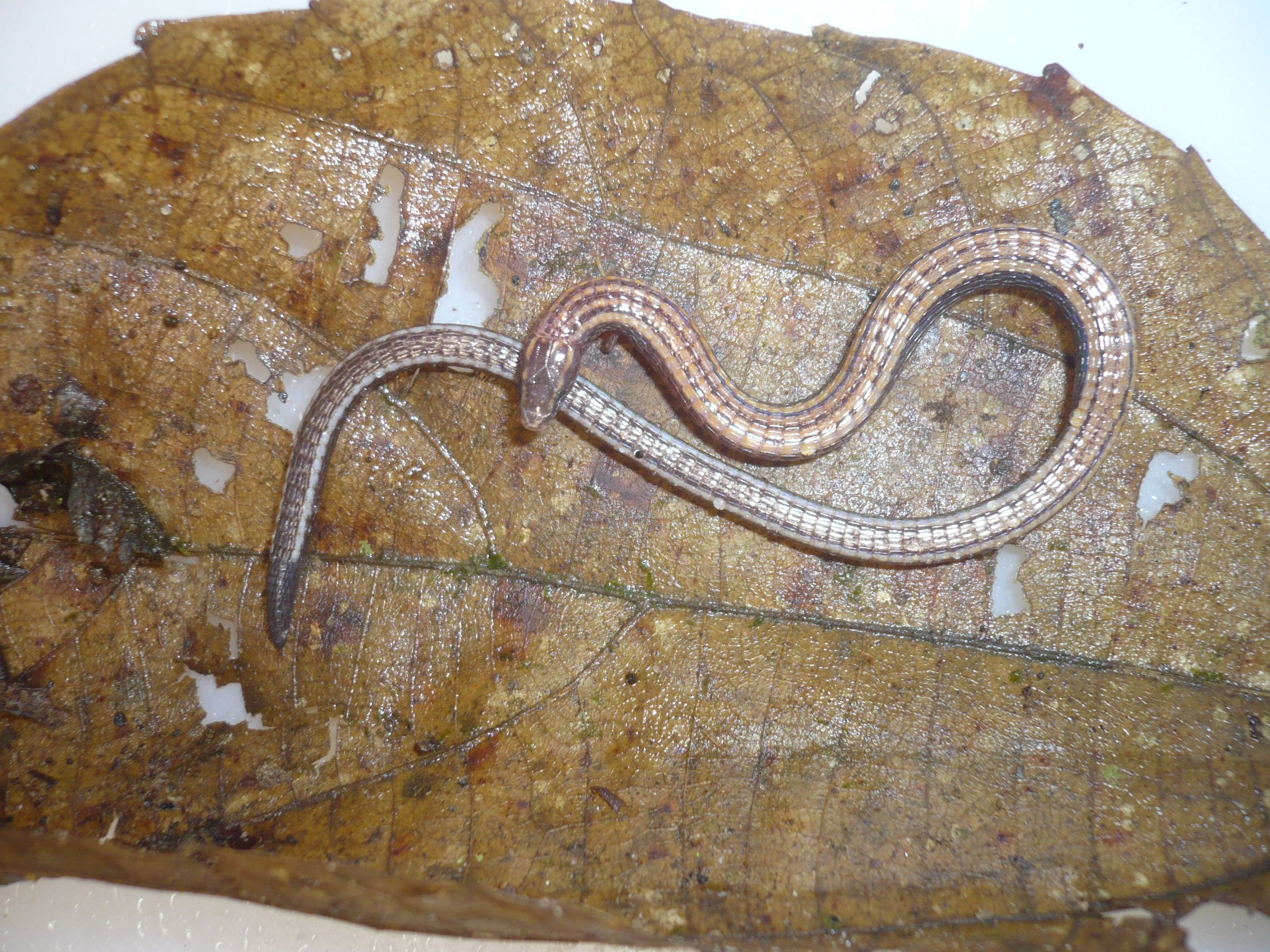
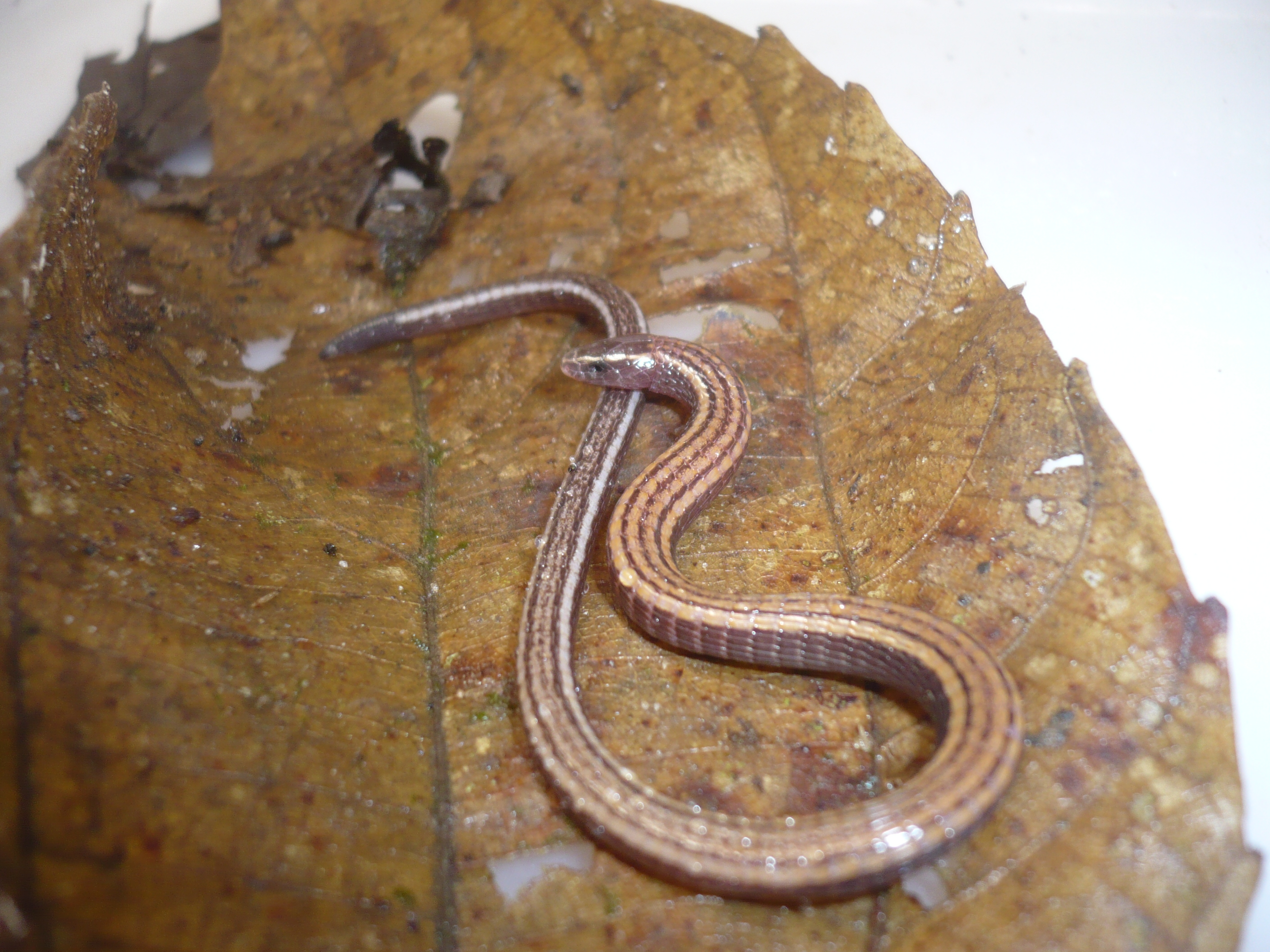